# Ẩm thực Phần Lan

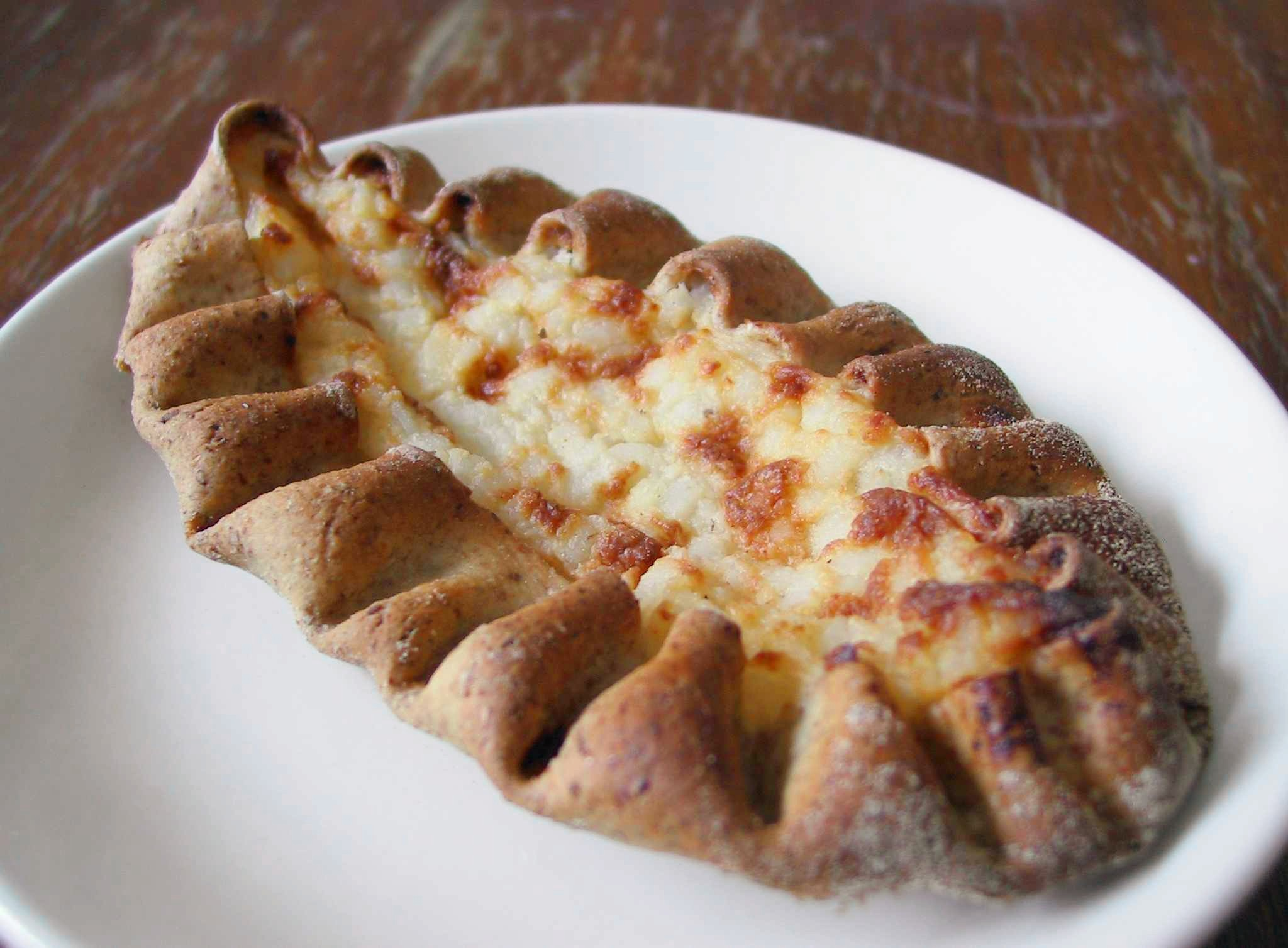
Karjalanpiirakka là một món truyền thống của phần Lan làm từ vỏ lúa mạch đen mỏng với nhân gạo. Bơ, thường trộn với trứng luộc (munavoi), được phết trên bánh nóng trước khi ăn

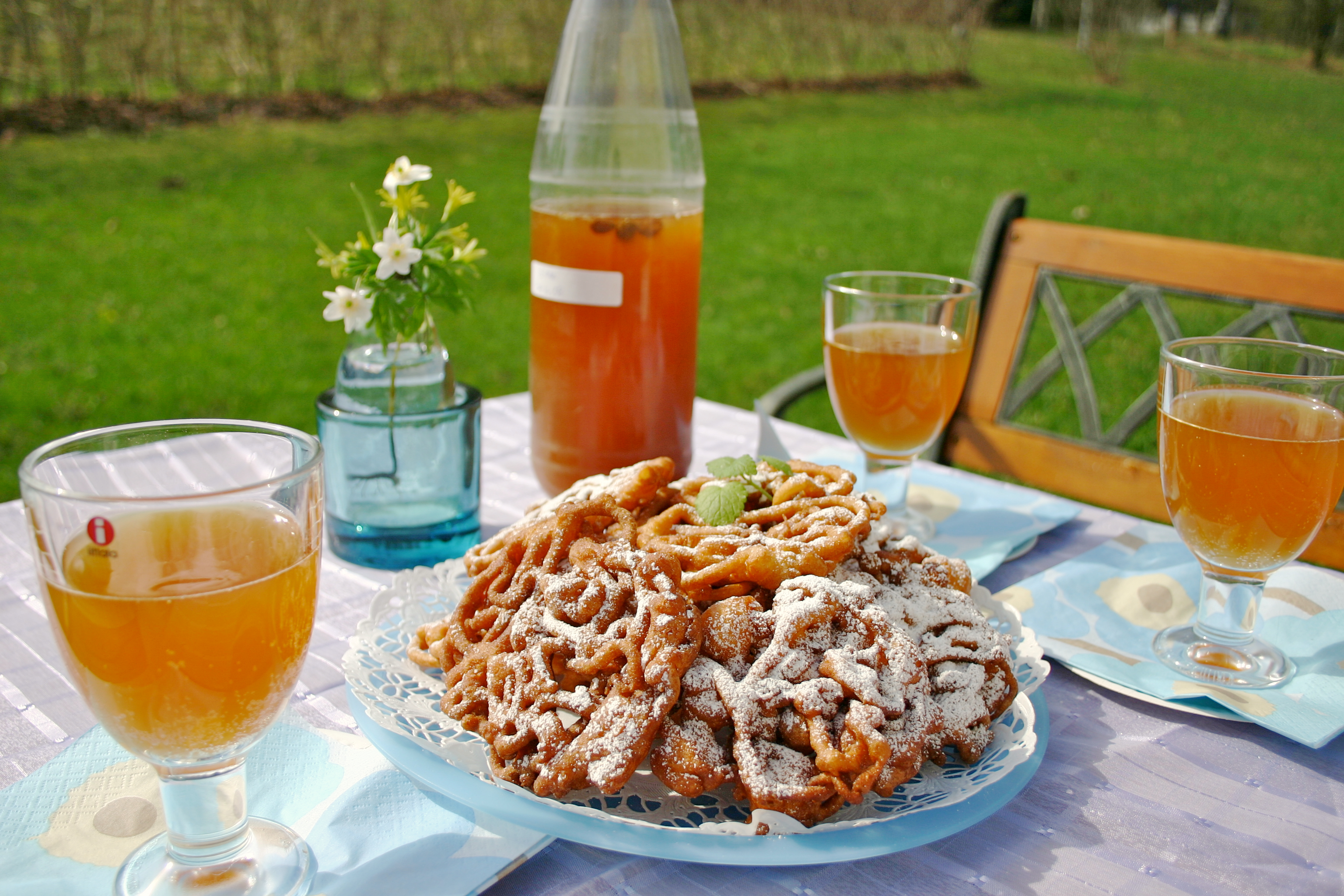
Sima là một loại thức uống có cồn nhẹ và có vị ngọt, thường được ăn kèm với bánh rán tippaleipä

Ẩm thực Phần Lan nổi bật với việc kết hợp các thực phẩn truyền thống của quốc gia và ẩm thực haute (ẩm thực thượng hạng) với cách nấu ăn đương đại của lục địa này. Cá và thịt (thường là thịt lợn, bò hoặc tuần luận) đóng một vai trò nổi bật trong các món ăn Phần Lan trong một vài vùng của quốc gia này, trong khi một số món truyền thống ở những nơi khác lại bao gồm các loại rau và nấm. Người tị nạn từ Karelia tạo nên các món ăn ở các phần còn lại ở Phần Lan.. Món ăn Phần Lan thường sở dụng các sản phẩm ngũ cốc nguyên cám (lúa mạch đen, đại mạch, yến mạch) và quả mọng (như việt quất đen, vaccinium vitis-idaea, rubus chamaemorus, và hippophae). Sữa và các sản phẩm có nguồn gốc từ sữa như buttermilk thường được sử dụng làm thức ăn, đồ uống trong các công thức khác nhau. Các loại cải turnip từng phổ biến trong cách nấu ăn truyền thống, nhưng hiện đã được thay bằng khoai tây từ thế kỷ 18.

## Thực phẩm Phần Lan

### Thịt từ Phần Lan
Các loại thịt phổ biến nhất ở Phần Lan là thịt lợn (33,5 kg/năm/người năm 2005), thịt bò (18,6 kg), thịt gà và thịt vịt (13,3 kg). Khoảng một phần ba lượng thịt này được ăn trong xúc xích (makkara), nó hầu như được làm từ thịt lợn nhưng cũng thường được trộn với các loại thịt khác.
Ngoài các loại thịt thuần hóa, cũng có truyền thống dài về săn và đánh cá ở Phần Lan. Thợ săn thường tập trung vào nai, nai sừng tấm Á-Âu và gấu, nhưng những loại thịt thú săn nhỏ hơn như thỏ rừng, thịt vịt và gà gô trắng cũng phổ biến. Khoảng 70.000-80.000 nai sừng tấm Á-Âu được giết thịt hàng năm tạo ra một lượng thịt lớn. Do quy định vệ sinh thực phẩm nghiêm ngặt, thịt nai sừng tấm Á-Âu thường chỉ được tiêu thụ ở các hộ gia đình và hiếm khi thấy ở các nhà hàng. Các nhà hàng Phần Lan thường phục vụ steak tuần lộc trong các dịp lễ đặc biệt.

### Cá

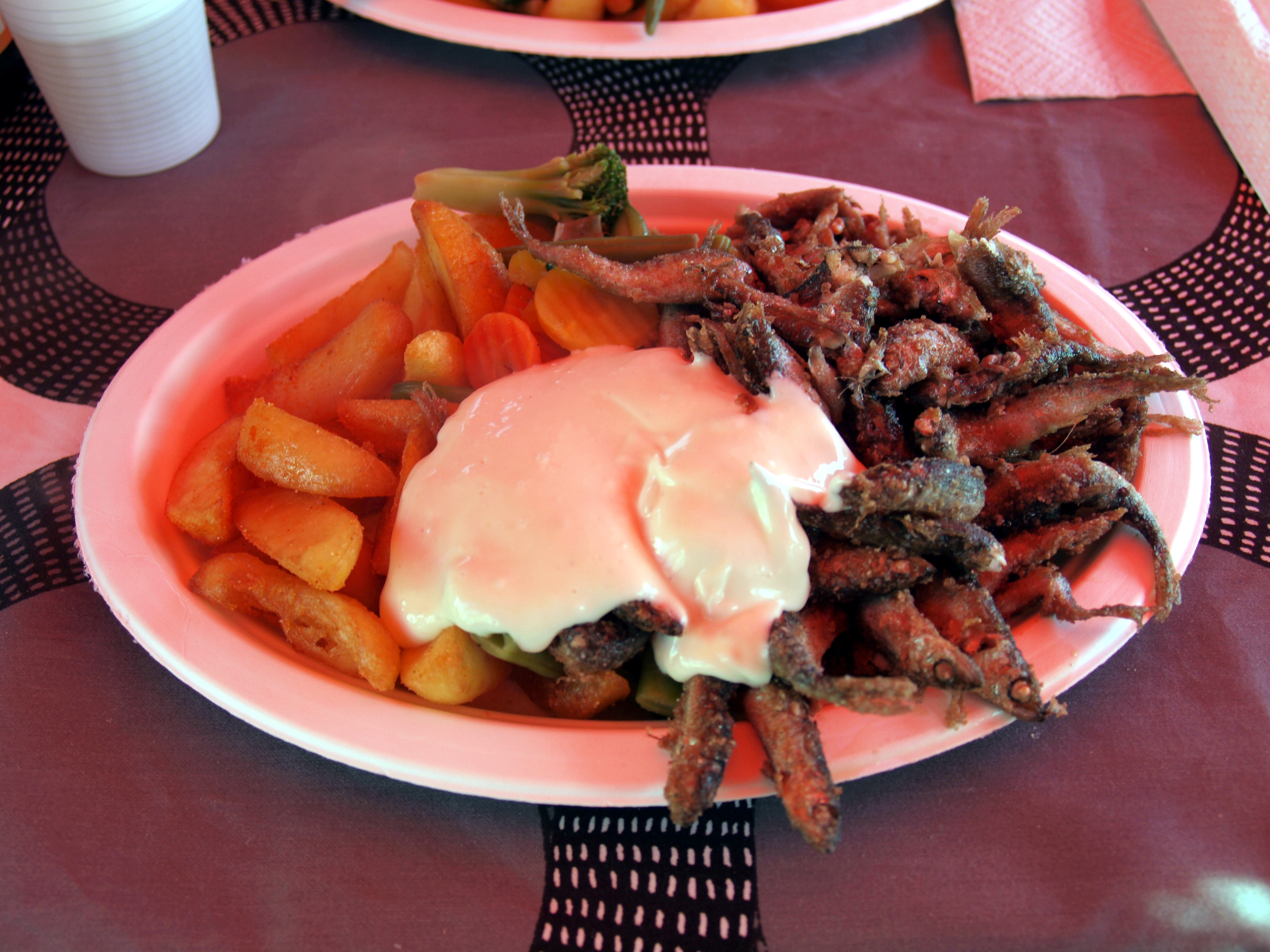
Cá hồi trắng châu Âu rán (Coregonus albula) là một món ăn đặc sản và thường được ăn vào mùa hè. Người ăn sẽ thưởng thức nguyên con và dùng kèm nước sốt tỏi.

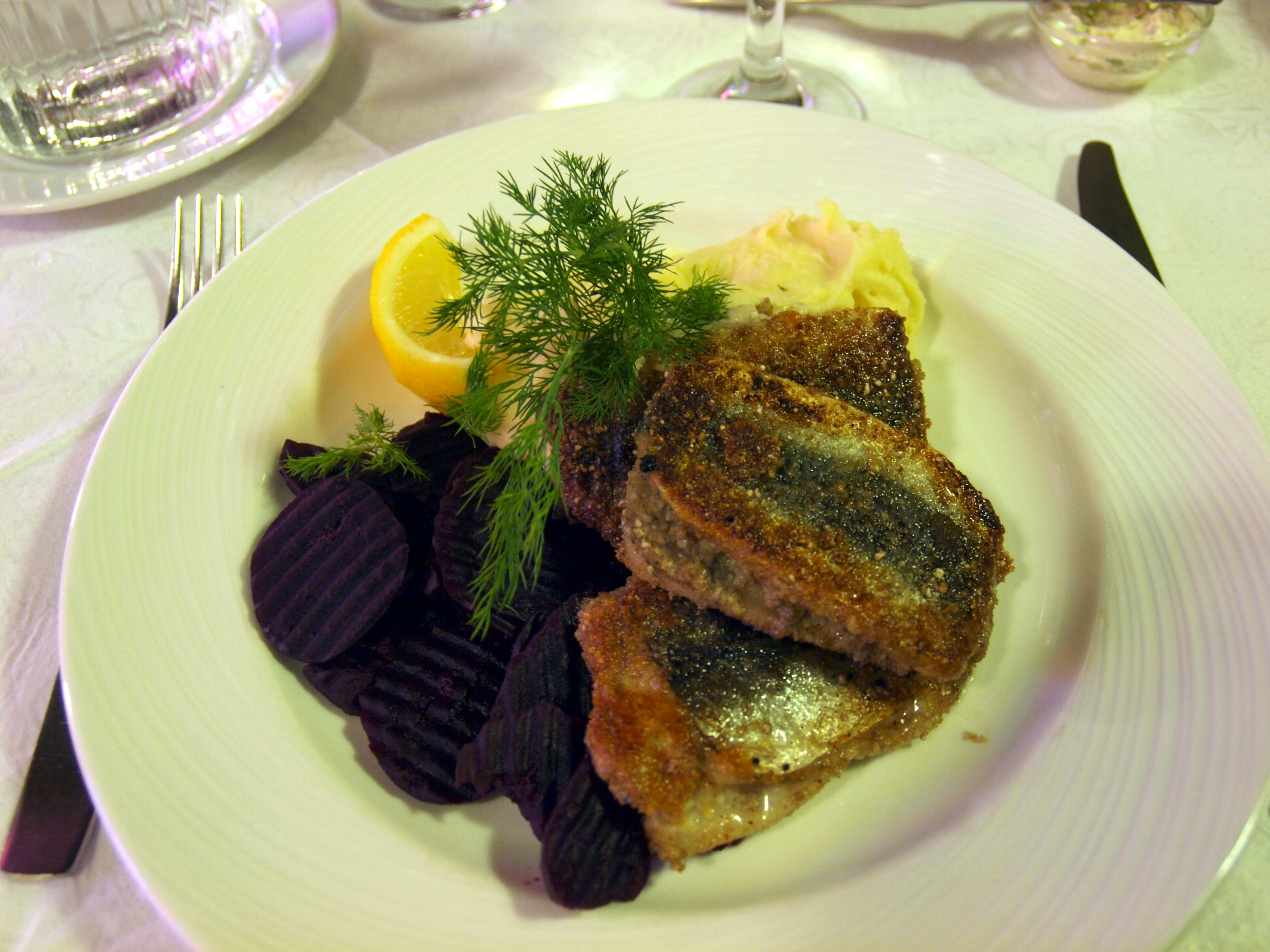
Cá trích Đại Tây Dương rán là một món phổ biến của Phần Lan. Nó thường được dùng cùng với khoai tây luộc hoặc nghiền

Hồ ở Phần Lan cung cấp nhiều cơ hội để đánh cá và luôn là một nguồn protein quan trọng. Nhiều phương pháp chế biến cá được sử dụng, bao gồm rán, luộc, khô, muối, lên men, hun khói lạnh hoặc đơn giản là thái ra ăn sống. Cá hồi cũng là một lựa chọn phổ biến, cả trong kylmäsavustettu lohi: cá hồi muối lạnh, lox, hoặc dùng sống với nước chanh trong món graavilohi (gravlax trong tiếng Thụy Điển). Người ta cũng thường hun khói bất cứ loại cá nào, như cá hồi, cá zander, cá chó, chi Cá rô và cá trích biển Baltic. Một món phổ biến với những người nói tiếng Thụy Điển là cá trích hun khói (tiếng Phần Lan: savusilakka, tiếng Thụy Điển: böckling). Cũng có nhiều kiểu cá trích muối là một món khai vị phổ biến và cũng thường được dùng vào dịp Trung Hạ cùng với khoai tây được gọi là uusiperuna (nypotatis trong tiếng Thụy Điển) nghĩa đen là 'khoai tây mới', thường là khoai mới thu hoạch. Cá trắng và trứng cá hồi trắng châu Âu là các món tinh tế của Phần Lan dùng trên bánh nướng hoặc bánh kếp nhỏ của Nga. Thịt tôm hùm đất có thể thấy ở nhiều hồ và suối ở Phần Lan đặc biệt vào tháng 8, những người dân nói tiếng Thụy Điển thường tổ chức tiệc tập trung vào tôm hùm đất và đồ uống.

### Nấm

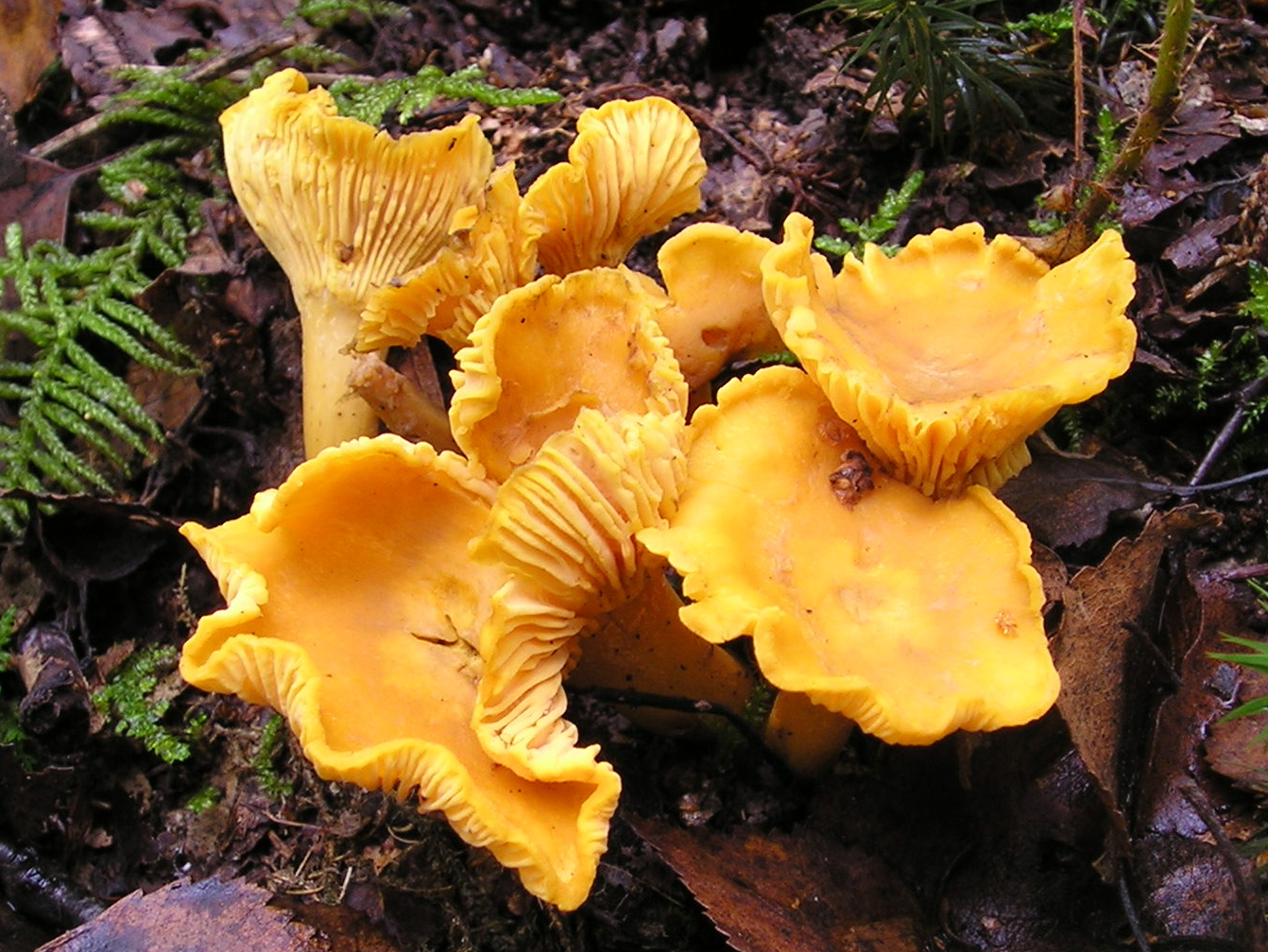
Nấm mồng gà thường mọc gần cây cáng lò

Nhiều loại nấm mọc khắp nơi trong rừng của Phần Lan và các loại nấm false morel vào mùa tại mùa xuân và thường được sử dụng trong các món có kem. Nấm mồng gà và nấm thông xuất hiện sau dịp Trung Hạ và phổ biến khắp quốc gia, trong khi ở đông Phần Lan hầu hết các loại nấm ăn được được tiêu thụ, bao gồm nấm lactarius và russula. Hầu hết các công thức nấu ăn với nấm bắt nguồn từ Nga, vì người Phần Lan từng sử dụng nấm để nhuộm vải thay vì làm thức ăn. Nấm được sử dụng trong súp, các loại nước sốt, món hầm, nhân bánh hoặc đơn giản là rán với hành tây làm một món ăn thêm. Chúng được bảo quản cho mùa đông bằng cách muối hoặc rán. Nấm mồng gà thường xuất hiện trong ẩm thực haute của Phần Lan cùng với loại nấm họ hàng của nó là nấm mồng gà mùa đông mà thường kết thúc mùa. Giống như hái quả mọng, săn nấm cũng là một hoạt động ngoài trời phổ biến của người Phần Lan.

### Cháo
Bữa sáng của Phần Lan theo truyền thống bao gồm một khẩu phần cháo đặc. Cháo yến mạch, lúa mạch đen và hỗn hợp ngũ cốc là các loại phổ biến nhất. Tuy nhiên, cũng có những lựa chọn khác như món mannapuuro (cháo sữa semolina) làm từ sữa và helmipuuro (cháo ngũ cốc tinh bột sữa). Cháo đặc thường được ăn với sữa, đường, bơ, hoặc quả mọng kiisseli. Mùa Giáng Sinh có cháo đặc từ sữa (riisipuuro), rắc thêm với quế và đường và thường có cả mận khô kiisseli (luumukiisseli).

### Đồ tráng miệng

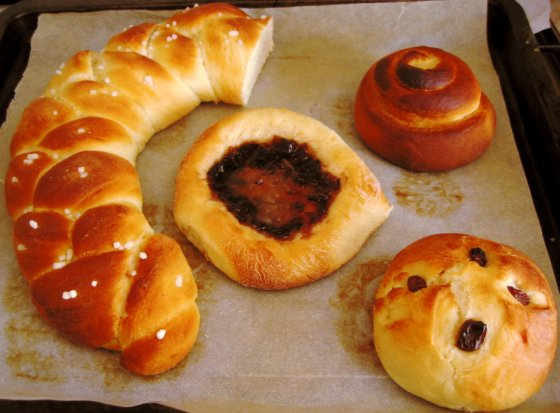
Một số loại bánh mì ngọt pulla

- Pulla, bánh mì ngọt, có vị bạch đậu khấu dùng với cà phê hoặc làm một món tráng miệng
  - Quế cuốn (korvapuustit) - pulla cuốn với quế và đường
- Món tráng miệng màu vàng từ rubus chamaemorus
- Kiisseli: – nước, đường, nước ép quả mọng và quả mọng (ngày nay thường được đóng hộp hoặc đông lạnh) làm đặc với bột khoai tây, dùng với sữa/kem và đường. Chúng có thể ít lỏng hơn là món giống đồ uống mustikkakeitto (tiếng Thụy Điển blåbärssoppa) phụ thuộc vào cách chế biến, nhưng không có gelatin.
- Vispipuuro (cháo đánh): một loại cháo đặc tráng miệng màu hồng với các loại quả mọng, dùng với sữa và đường.
- Runeberg torte: được đặt tên theo nhà thơ J.L. Runeberg và dùng vào ngày tưởng nhớ ông ấy, ngày 5 tháng 2.
- Rönttönen: bánh với nhân vaccinium vitis-idaea

### Đồ ngọt
- Salmiakki – kẹo cam thảo đen mặn
- Fazer sô cô la sữa Sininen
- Kẹo hắc ín (terva), như là Terva Leijona

## Ví dụ các món Phần Lan
Chú ý rằng thuật ngũ perinneruoka ("món truyền thống") thường được áp dụng cho các món đặc sản ít được ăn hàng ngày. Chúng thường là các món vùng miền, gắn liền với các thế hệ lớn tuổi hoặc trong các ngày lễ (ví dụ, mämmi là món trong lễ Phục Sinh hoặc Giáng Sinh), và hầu như mọi người ít khi hoặc không bao giờ ăn chúng. Ngược lại với perinneruoka, thuật ngữ kotiruoka ("đồ ăn nhà làm", kể cả nếu trong nhà hàng) nó được áp dụng với các món thiết yếu hàng ngày. Thịt viên, súp đậu Hà Lan và bánh mì lúa mạch đen là ví dụ về các món thiết yếu.
Dưới đây là danh sách các món thiết yếu điển hình truyền thống được tiêu thụ ở Phần Lan.

### Các món Phần Lan điển hình

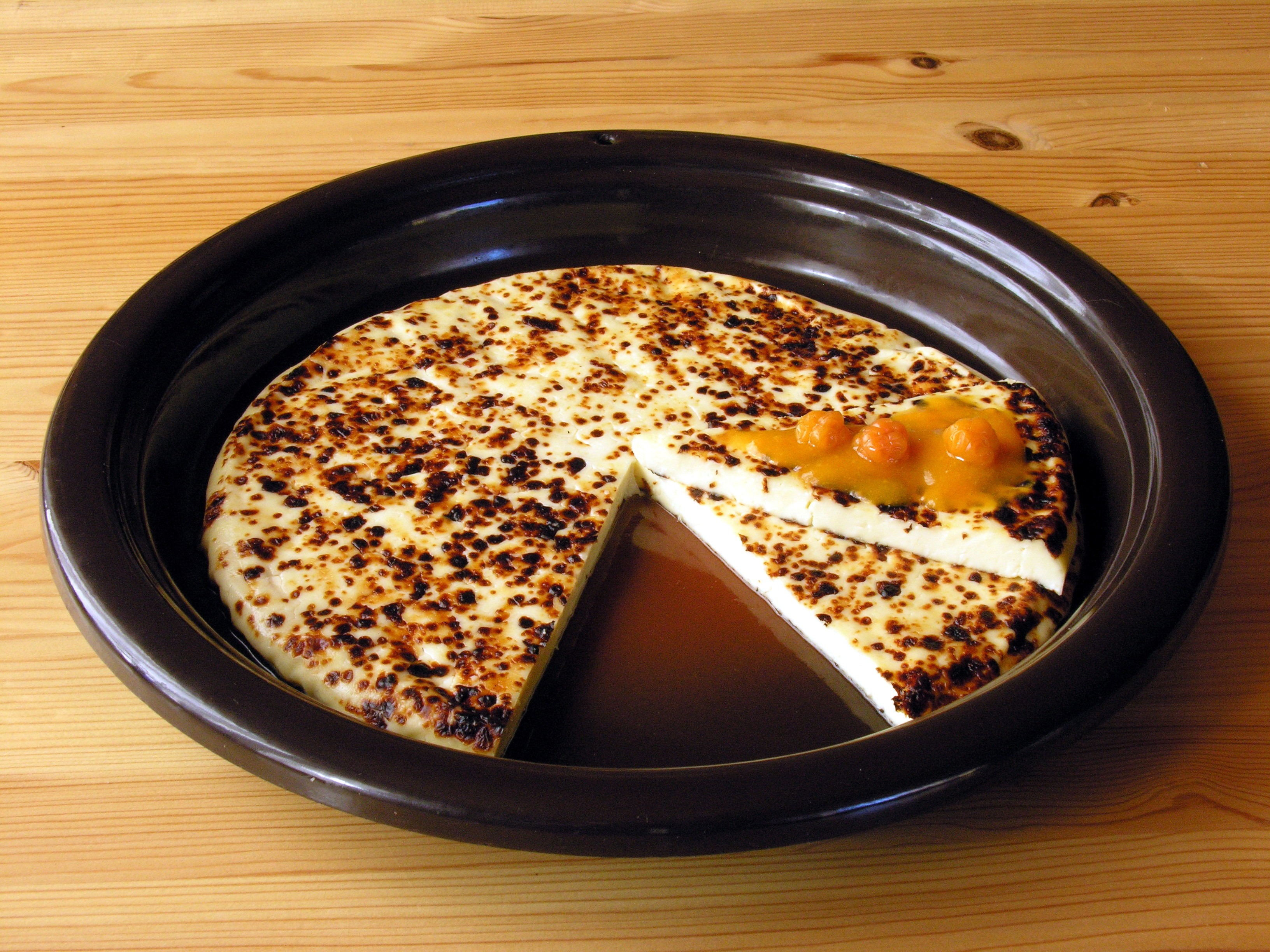
Leipäjuusto là một loại pho mát, dùng với mứt rubus chamaemorus

- Kaalikääryleet – bắp cải cuốn
- Thịt thú săn. – các món nai sừng tấm Á-Âu, nai, gà gô trắng, vịt, thỏ rừng, v.v. Hiếm khi có trong nhà hàng. Nó phổ biến với những người có thói quen đi săn.
- Hernekeitto – súp đạu, thường được dùng vào thứ năm cùng với món tráng miệng từ bánh pancake
- Leipäjuusto, các tên gọi khác là hiilikko và juustoleipä – pho mát sữa bò tươi
- Viili – một loại sản phẩm từ sữa lên men giống như sữa chua
- Perunamuusi – khoai tây nghiền

### Đặc sản ngày lễ

#### Ngày trước tuần chay

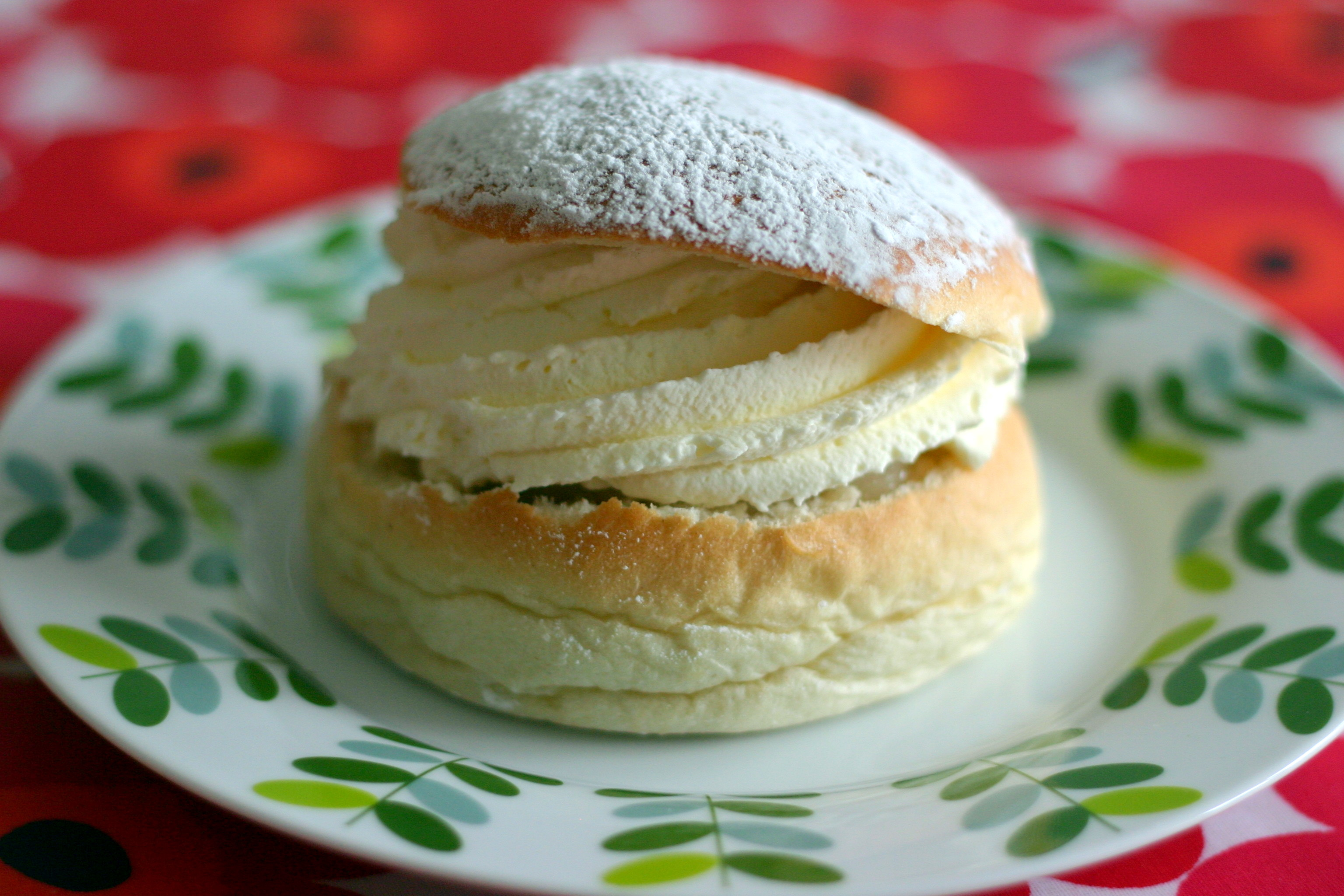
Laskiaispulla

- Hernekeitto - súp đậu làm với giăm bông và theo truyền thống được dùng với mù tạt.
- Laskiaispulla – (Shrovetide pulla) có nhân kem và tương hạnh nhân hoặc mứt

#### Lễ Phục Sinh
- Pudding mämmi tráng miệng lễ Phục Sinh: cháo mạch nha đen ngọt nướng, dùng với đường và sữa hoặc kem, nó cũng được để đông lạnh và ăn vào các thời điểm khác trong năm. Trong thời Thiên chúa giáo nó là thực phẩm mùa chay Lent và cũng được dùng vào thứ sáu tuần thánh.
- Pasha một món tráng miệng làm từ quark, bơ, trứng và gia vị, bắt nguồn từ Nga

#### Vappu
- Sima (rượu mật ong) làm tại nhà hoặc mua
- Munkki (bột nhào pulla chiên ngập dầu phủ với đường giống như doughnut)
- Tippaleipä tương tự như bánh funnel

#### Giáng Sinh
- Joulupöytä "bàn ăn Giáng Sinh" bao gồm nhiều món tất cả đều được bảo quản sẵn cho Giáng Sinh và một vài món ăn thêm
- Glögi (vang nóng) được dùng trong mùa lễ

## Ẩm thực theo vùng

### Lapland

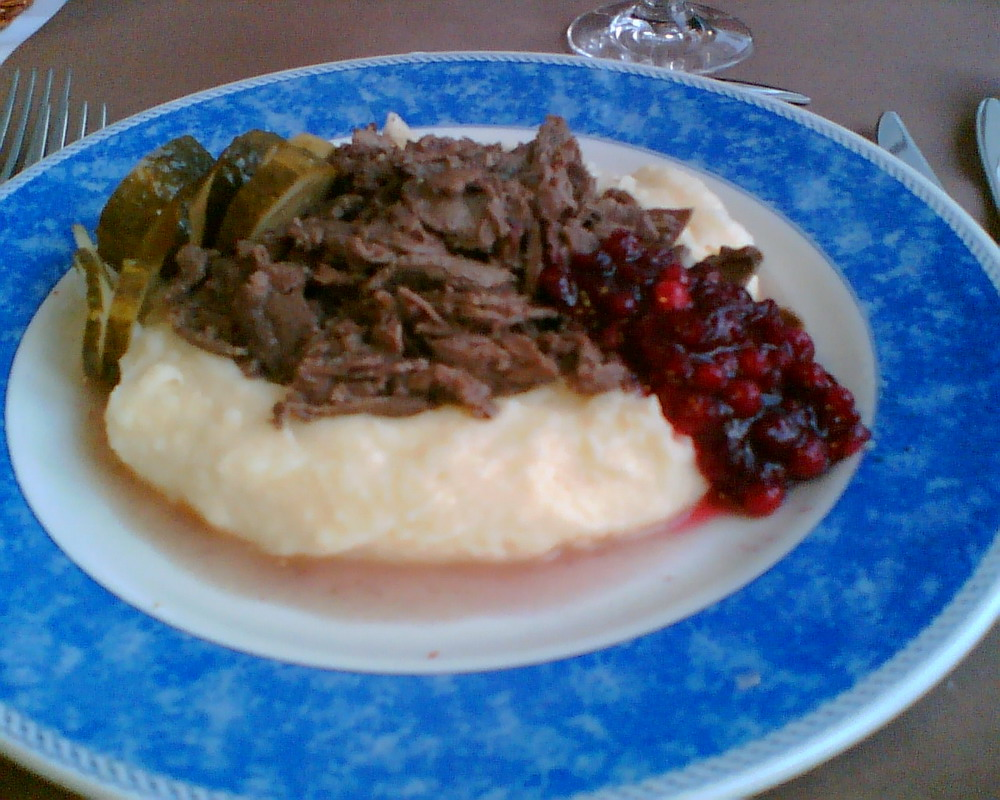
Tuần lộc áp chảo với khoai tây nghiền, mứt lingonberry và dưa chuột muối

- Tuần lộc áp chảo (poronkäristys)
- Lohikeitto súp kem cá hồi

### Kainuu
- Rönttönen, bánh nhân vaccinium vitis-idaea (bảo vệ PGI theo luật EU)
- Súp thịt hun khói
- Kainuun Juustoleipä, bánh mì pho mát
- Vendace súp cá
- Pettuleipä (bánh Pettu-), bánh làm từ lúa mạch đen và vỏ thông

### Karelia
- Bánh của Karelia phổ biến khắp Phần Lan
- Món hầm/lẩu của Karelia thường có trong thực đơn Giáng Sinh khắp Hà Lan
- Sultsina được bán ở chợ tại Joensuu và các địa điểm khác

### Savonia
- Kalakukko: bánh cá
- Mykyrokka: súp tiết canh
- Lörtsy: bánh nhân chua hoặc ngọt (thịt, rau hoặc mứt)

### Các đặc sản khác
- Mustamakkara – dồi từ Tampere
- Rössypottu từ Oulu (tiết canh và thịt lợn hầm)
- Hapanvelli (cháo lúa mạch đen vào đậu) từ Virolahti
- Kakko, một loại bánh mì trắng nướng hầu như ở vùng Satakunta[5]

## Bữa ăn

### Bữa sáng
Bữa sáng được coi là bữa lớn và thường bao gồm bánh kẹp mở. Bánh kẹp thường được phết bơ, với lớp phủ mặn như là pho mát cứng hoặc thịt nguội. Các sản phẩm từ sữa làm chua như sữa chua hoặc viili cũng là các món ăn sáng phổ biến, thường dùng với một bát ngũ cốc như cốm ngô, muesli, và thường với đường, trái cây hoặc mứt. Một loại thực phẩm thứ ba mà thường được ăn trong bữa sáng là cháo đặc (puuro), thường làm với yến mạch, và ăn với một lát bơ (voisilmä, nghĩa đen là "mắt bơ") hoặc với sữa, hoặc trái cây với mứt, đặc biệt là làm từ quả mâm xôi hoặc dâu (đôi khi với lingonberries). Các loại đồ uống gồm sữa, nước ép, trà hoặc cà phê.

### Giờ uống cà phê
Phần Lan có lượng tiêu thụ cà phê trên đầu người lớn nhất thế giới, trung bình 12 kg cà phê một người mỗi năm. Việc một người Phần Lan uống cà phê liên tục cả ngày là bình thường, thường cùng với bánh ngọt hoặc bánh kẹp. Hầu hết những nơi làm việc đều bố trí thời gian nghỉ uống cà phê và phục vụ cà phê là phần không thể thiếu khi bạn ghé qua bất cứ nhà riêng nào.